# Daniele Lupo
Daniele Lupo (* 6. Mai 1991 in Rom) ist ein italienischer Beachvolleyballspieler. Er wurde fünfmal italienischer Meister sowie dreimal Europameister und gewann 2016 die olympische Silbermedaille.

## Karriere
Lupo erreichte bei der U19-Weltmeisterschaft 2008 in Den Haag mit Francesco Montinaro den neunten Rang. Im gleichen Wettbewerb wurde er 2009 in Alanya mit Tiziano Andreatta Fünfter. Außerdem wurde er 2009 mit Alberto Bigarelli Siebter der U20-Europameisterschaft in Griechenland. Bei der U21-WM in Blackpool kam das Duo auf den neunten Platz. Mit Francesco Vanni spielte er 2010 beim Grand Slam in Rom erstmals ein Turnier der World Tour. Im gleichen Jahr belegte er mit Giuseppe Ottaviani bei der U20-EM in Catania den 13. Platz. Mit Andreatta wurde er Neunter der U21-WM in Alanya. Auf der World Tour 2011 zunächst zwei Open-Turniere mit Paolo Nicolai. Bei der WM in Rom trat er mit Andrea Tomatis an und schied als Gruppendritter nach der Vorrunde aus. Anschließend spielten Lupo/Tomatis noch die Grand Slams in Gstaad und Moskau sowie die Niechorze Open.
Danach bildete Lupo wieder ein Duo mit Nicolai. In Stare Jabłonki und Klagenfurt wurden Nicolai/Lupo jeweils Neunte. Bei der EM in Kristiansand gewannen sie in der Vorrunde nur einen Satz und schieden als Gruppenletzte vorzeitig aus. Auf der World Tour blieben sie als Siebte in Åland und Fünfte in Den Haag hingegen in den Top Ten. Zu Beginn der Saison 2012 wurden sie Vierte in Mysłowice und Neunte in Shanghai, bevor sie in Peking erstmals ein Finale erreichten; sie unterlagen Nummerdor/Schuil. Weitere vordere Platzierungen schafften sie als Dritte in Gstaad und Neunte in Klagenfurt. Über die Olympiarangliste qualifizierten sie sich für die Olympischen Spiele in London. Dort gelangten sie über die Playoffs der Gruppendritten ins Achtelfinale, das sie gegen das US-Duo Rogers/Dalhausser gewannen. Im Viertelfinale unterlagen sie Nummerdor/Schuil und wurden somit Fünfte. Gleich im ersten Turnier der World Tour 2013 kamen Nicolai/Lupo ins Finale, das sie gegen Dalhausser und Sean Rosenthal verloren. Nach einem neunten Rang in Shanghai wurden sie Dritte in Corrientes und in Rom erneut Neunte.
WM in Stare Jabłonki gewannen sie ihre Vorrundengruppe und das erste K.-o.-Spiel, bevor sie im Achtelfinale gegen Herrera/Gavira ausschieden. Auf der Tour wurden sie Dritte in Long Beach und Xiamen, Vierte des Klagenfurt Masters und einige Male Neunte.
Die ersten beiden Turniere der Saison 2014 in Fuzhou und Shanghai gewannen sie gegen Alison/Bruno und Samoilovs/Šmēdiņš. Bei der EM in Quartu Sant’Elena gewannen sie ihre Vorrundengruppe und kamen ohne weiteren Satzverlust ins Endspiel. Dort trafen sie wie in Shanghai auf das lettische Duo und wurden mit einem Tiebreak-Sieg Europameister. Beim anschließenden Grand Slam in Moskau belegten sie den vierten Rang. Ein weiteres Finale erreichten sie bei ihrem letzten FIVB-Turnier des Jahres in Klagenfurt gegen Alison/Bruno. In die World Tour 2015 starteten sie mit drei neunten Plätzen. Bei der WM in den Niederlanden unterlagen sie als Gruppenzweite im ersten K.-o.-Spiel den Russen Semjonow / Krassilnikow. Danach wurden sie Fünfte des Gstaad Major und Neunte in Yokohama. Bei der EM in Klagenfurt wurden die Titelverteidiger im Achtelfinale von ihren Landsleuten Ranghieri/Carambula entthront. Später wurden Nicolai/Lupo Dritte der Sotschi Open und Vierte beim CEV-Masters in Mailand. Sie beendeten die Saison mit einem fünften Platz beim World Tour Final in Fort Lauderdale.
Ihr erstes Finale der World Tour 2016 verloren sie in Vitória gegen Alison/Bruno. In Doha wurden sie Fünfte und bei den Fuzhou Open standen sie wieder im Endspiel, diesmal gegen Dalhausser/Lucena. Danach gewannen sie die Sotschi Open gegen Semjonow/Krassilnikow. In Moskau wurden sie Fünfte. Bei der EM in Biel/Bienne gewannen sie trotz einer Niederlage gegen die Deutschen Böckermann/Flüggen ihre Vorrundengruppe. Mit drei Siegen in der K.-o.-Runde kamen sie ins Finale und wurden gegen Semjonow/Krassilnikow zum zweiten Mal Europameister. Sie qualifizierten sich über die Olympiarangliste für die Olympischen Spiele in Rio de Janeiro. Wie vier Jahre zuvor erreichten sie über das Lucky-Loser-Spiel die K.-o.-Phase. Das italienische Duell gegen Carambula/Ranghieri gewannen sie ebenso wie das Viertel- und Halbfinale gegen das russische Duo Ljamin/Barsuk und ihre Konkurrenten aus dem EM-Finale. Im olympischen Endspiel mussten sie sich Alison/Bruno geschlagen geben und gewannen somit die Silbermedaille.
Höhepunkte der Saison 2017 waren für Nicolai/Lupo der zweite Platz beim 5-Sterne-Turnier in Poreč, der erneute Gewinn der Europameisterschaft in Jūrmala sowie der dritte Platz beim World Tour Finale in Hamburg. Bei der WM in Wien schieden sie allerdings schon in der ersten Hauptrunde aus. Herausragend bei der World Tour 2018 waren die 5-Sterne-Turniere in Fort Lauderdale (Platz zwei) und in Gstaad (Platz drei), während man bei der EM in den Niederlanden bereits in der ersten Hauptrunde ausschied. 2019 erreichten die beiden Italiener sowohl bei der EM in Moskau als auch bei der WM in Hamburg den fünften Platz. Bei der Europameisterschaft 2020 in Jūrmala wurden sie Dritte. Nicolai/Lupo qualifizierten sich auch für die Olympischen Spiele 2020 in Tokio (ausgetragen 2021) und erreichten dort ebenfalls einen fünften Platz. Bei ihrem letzten gemeinsamen Turnier, dem World Tour Finale 2021 in Cagliari, wurden Nicolai/Lupo Vierte.
Von November 2021 bis August 2022 spielte Lupo mit Alex Ranghieri. Bei der Weltmeisterschaft 2022 in Rom erreichten Lupo/Ranghieri Platz neun, während sie bei der Beach-EM in München bereits in der ersten K.-o.-Runde ausschieden. Von November 2022 bis Mai 2024 war Enrico Rossi Lupos Partner. Im australischen Torquay gewannen die beiden Italiener das Challenge-Turnier und wurden beim anschließenden Elite16-Turnier Fünfte. Bei der Weltmeisterschaft 2023 in Tlaxcala erreichten Lupo/Rossi Platz neun. Nach verpasster Qualifikation für die Olympischen Spiele 2024 trennten sich Lupo/Rossi im Mai 2024. In Ivan Zaytsev fand Lupo -zunächst testweise- einen neuen Partner. Das neue Team wurde von Marco Solustri trainiert. Danach wollte Zaytsev entscheiden, ob er seine Hallenkarriere beendet und ganz zum  Beachvolleyball wechselt. Hiermit zusammenhängend sollte gemeinsam im Team entschieden werden, ob die Qualifikation für Olympia 2028 angestrebt wird. Dem Team gelang direkt der Sieg der italienischen Beachvolleyball-Meisterschaft und auch international erfolgreiche Turnierteilnahmen. Dessen ungeachtet entschied sich Zaytsev, zunächst seine Karriere im Volleyball in der Superlega fortzuführen und unterzeichnete bei MINT Vero Volley Monza für die Saison 2024/25.